# Champions Cup and the Evert Cup 1996 - Doppio femminile
Il doppio femminile del Champions Cup and the Evert Cup 1996 è stato un torneo di tennis facente parte del WTA Tour 1996.
Lindsay Davenport e Lisa Raymond erano le detentrici del titolo, ma quest'anno hanno partecipato con partner differenti. La Davenport ha fatto coppia con Mary Joe Fernández e ha perso nei quarti contro Elizabeth Smylie e Linda Wild; la Raymond ha fatto coppia con Rennae Stubbs e ha perso in semifinale contro Julie Halard-Decugis e Nathalie Tauziat.
Il torneo è stato vinto da Chanda Rubin e Brenda Schultz, che hanno battuto in finale Halard-Decugis e Tauziat con il punteggio di 6–1, 6–4.

## Teste di serie
Le prime 4 teste di serie hanno ricevuto un bye per il 2º turno.
1. Lindsay Davenport /  Mary Joe Fernández (quarti di finale)
2. Lori McNeil /  Larisa Neiland (quarti di finale)
3. Chanda Rubin /  Brenda Schultz (campionesse)
4. Lisa Raymond /  Rennae Stubbs (semifinale)

1. Conchita Martínez /  Patricia Tarabini (secondo turno)
2. Julie Halard-Decugis /  Nathalie Tauziat (finale)
3. Katrina Adams /  Mariaan de Swardt (primo turno)
4. Amanda Coetzer /  Inés Gorrochategui (quarti di finale)

## Tabellone

### Legenda
| - Q = Qualificato - WC = Wild card - LL = Lucky loser | - ALT = Alternate - SE = Special Exempt - PR = Protected Ranking | - w/o = Walkover - r = Ritirato - d = Squalificato |

### Parte alta
| Primo turno | Primo turno                   | Primo turno | Primo turno | Primo turno | Primo turno | Primo turno |  |  | Secondo turno | Secondo turno                 | Secondo turno | Secondo turno | Secondo turno | Secondo turno | Secondo turno |  |  | Quarti | Quarti                        | Quarti | Quarti | Quarti | Quarti | Quarti |  |  | Semifinali | Semifinali        | Semifinali | Semifinali | Semifinali | Semifinali | Semifinali |
|             |                               |             |             |             |             |             |  |  |               |                               |               |               |               |               |               |  |  |        |                               |        |        |        |        |        |  |  |            |                   |            |            |            |            |            |
|             |                               |             |             |             |             |             |  |  |               |                               |               |               |               |               |               |  |  |        |                               |        |        |        |        |        |  |  |            |                   |            |            |            |            |            |
|             |                               |             |             |             |             |             |  |  | 1             | L Davenport M J Fernandez     | 6             | 4             | 7             |               |               |  |  |        |                               |        |        |        |        |        |  |  |            |                   |            |            |            |            |            |
|             | A Huber C Singer              | 6           | 2           | 7           |             |             |  |  |               | A Huber C Singer              | 2             | 6             | 5             |               |               |  |  |        |                               |        |        |        |        |        |  |  |            |                   |            |            |            |            |            |
|             | R Dragomir M Paz              | 3           | 6           | 6           |             |             |  |  |               |                               |               |               |               |               |               |  |  | 1      | L Davenport M J Fernandez     | 7      | 1      | 6      |        |        |  |  |            |                   |            |            |            |            |            |
|             | C Cristea L Pleming           | 0           | 2           |             |             |             |  |  |               |                               |               |               |               |               |               |  |  |        | E Smylie L Wild               | 6      | 6      | 7      |        |        |  |  |            |                   |            |            |            |            |            |
|             | A Dechaume-Balleret S Testud  | 6           | 6           |             |             |             |  |  |               | A Dechaume-Balleret S Testud  | 1             | 3             |               |               |               |  |  |        |                               |        |        |        |        |        |  |  |            |                   |            |            |            |            |            |
|             | E Smylie L Wild               | 6           | 7           |             |             |             |  |  |               | E Smylie L Wild               | 6             | 6             |               |               |               |  |  |        |                               |        |        |        |        |        |  |  |            |                   |            |            |            |            |            |
| 7           | K Adams M de Swardt           | 4           | 5           |             |             |             |  |  |               |                               |               |               |               |               |               |  |  |        |                               |        |        |        |        |        |  |  |            | E Smylie L Wild   | 1          | 5          |            |            |            |
|             |                               |             |             |             |             |             |  |  |               |                               |               |               |               |               |               |  |  |        |                               |        |        |        |        |        |  |  | 3          | C Rubin B Schultz | 6          | 7          |            |            |            |
|             |                               |             |             |             |             |             |  |  | 3             | C Rubin B Schultz             | 7             | 6             |               |               |               |  |  |        |                               |        |        |        |        |        |  |  |            |                   |            |            |            |            |            |
|             | N Feber A Sugiyama            | 6           | 6           |             |             |             |  |  |               | N Feber A Sugiyama            | 6             | 2             |               |               |               |  |  |        |                               |        |        |        |        |        |  |  |            |                   |            |            |            |            |            |
|             | R McQuillan S Stafford        | 2           | 2           |             |             |             |  |  |               |                               |               |               |               |               |               |  |  | 3      | C Rubin B Schultz             | 6      | 6      |        |        |        |  |  |            |                   |            |            |            |            |            |
| Q           | A Ellwood R Fairbank-Nideffer | 3           | 6           | 2           |             |             |  |  |               |                               |               |               |               |               |               |  |  |        | M Witmeyer T Whitlinger-Jones | 2      | 3      |        |        |        |  |  |            |                   |            |            |            |            |            |
|             | M Witmeyer T Whitlinger-Jones | 6           | 3           | 6           |             |             |  |  |               | M Witmeyer T Whitlinger-Jones | 4             | 6             | 7             |               |               |  |  |        |                               |        |        |        |        |        |  |  |            |                   |            |            |            |            |            |
|             | J Husárová N Kijimuta         | 1           | 3           |             |             |             |  |  | 5             | C Martínez P Tarabini         | 6             | 4             | 5             |               |               |  |  |        |                               |        |        |        |        |        |  |  |            |                   |            |            |            |            |            |
| 5           | C Martínez P Tarabini         | 6           | 6           |             |             |             |  |  |               |                               |               |               |               |               |               |  |  |        |                               |        |        |        |        |        |  |  |            |                   |            |            |            |            |            |